# Ilmenkamm
Der Ilmenkamm ist eine Gebirgsgruppe der Ortler-Alpen. Der Kamm löst sich an der Lorchenspitze vom Zufrittkamm und erstreckt sich über mehr als 25 Kilometer bis zum Hofmahdjoch. Dabei trennt er das Ultental vom Val di Rabbi, Valle di Bresimo und vom Nonstal. Auf weiter Strecke – bis zum Deutschnonsberg – trägt er die Grenze zwischen Südtirol und dem Trentino. In seinem Verlauf entsendet er mehrere kurze Seitenkämme.
Von der Lorchenspitze führt der Ilmenkamm zunächst Richtung Südosten, wo er an der Hinteren Eggenspitze (3443 m) und der Vorderen Eggenspitze (3385 m) gleich seine höchsten Gipfel findet. An der Gleckspitze (2957 m) wendet er sich nach Osten, um nach kurzer Strecke Richtung Nordosten zu schwenken. In seinem mittleren Verlauf erhebt sich die namengebende Ilmenspitze (2656 m). Zuletzt fällt der Kamm nach der Ultner Hochwart (2627 m) über die letzten Erhebungen der Schöngrubspitze (2459 m), des Großen Kornigl (2418 m) und des Kleinen Kornigl (2311 m) zum Hofmahdjoch ab. Nach manchen Systematiken rechnet auch noch der sich hinter dem Hofmahdjoch erhebende Stock der Laugenspitze (2434 m) zum Ilmenkamm, gemäß Alpenvereinseinteilung der Ostalpen gehört dieser aber zur Nonsberggruppe.
Schutzhütten im Gebiet des Ilmenkamms sind die Höchster Hütte, die Haselgruberhütte und das Rifugio Dorigoni. Von seinem Abzweigen vom Zufrittkamm bis zum Rabbijoch hinter der Gleckspitze ist er im Nationalpark Stilfserjoch unter Schutz gestellt.